# Hogeveensemolen
De Hogeveensemolen is een uit 1654 stammende grondzeiler aan de Leidsevaart 82 in de Nederlandse gemeente Noordwijk, schuin tegenover de Lageveense Molen. Bij het aanleggen van de Leidsevaart is de Hogeveensemolen op zijn oorspronkelijke plaats blijven staan. De molen is voor een achtkante molen zeer oud, maar is gezien de constructie waarschijnlijk niet als binnenkruier gebouwd.
In 1924 werd een motor in de molen geplaatst, die al in 1930 vervangen moest worden omdat hij niet voldeed. In 1939 is het gevlucht voorzien van Dekkerwieken op beide roeden. De reden hiervoor was een voorziene brandstofschaarste in verband met de oorlogsdreiging.
Van 1978 tot 1985 heeft de Hogeveensemolen niet gedraaid vanwege de toestand van de wieken. De molen is in 1985 en in 2003 gerestaureerd.
De Hogeveensemolen is sinds 2018 eigendom van het de Rijnlandse Molenstichting en is te bezoeken als de molen draait, of op afspraak.

## Galerij, september 1978

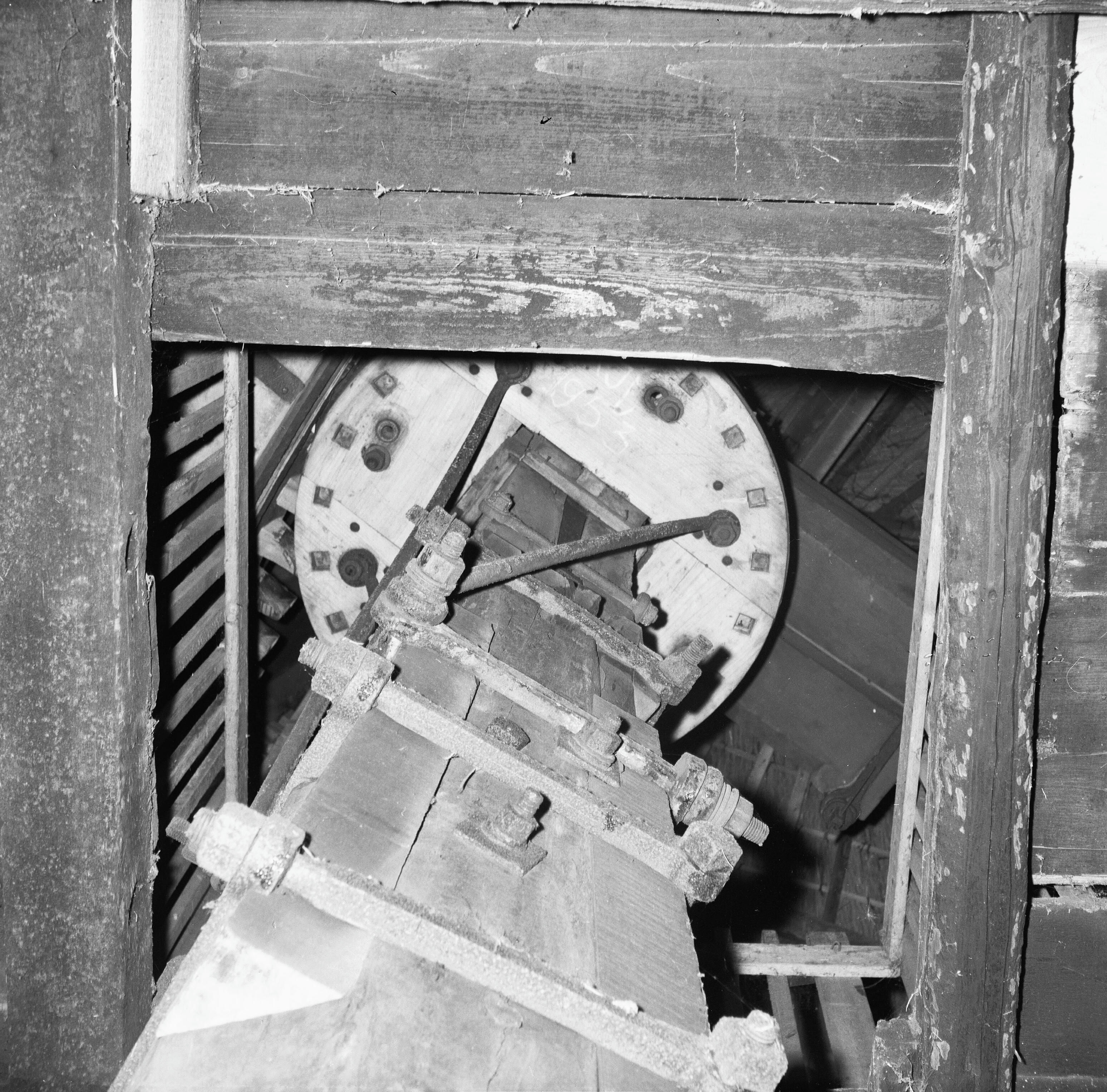
Slechte koningsspil.
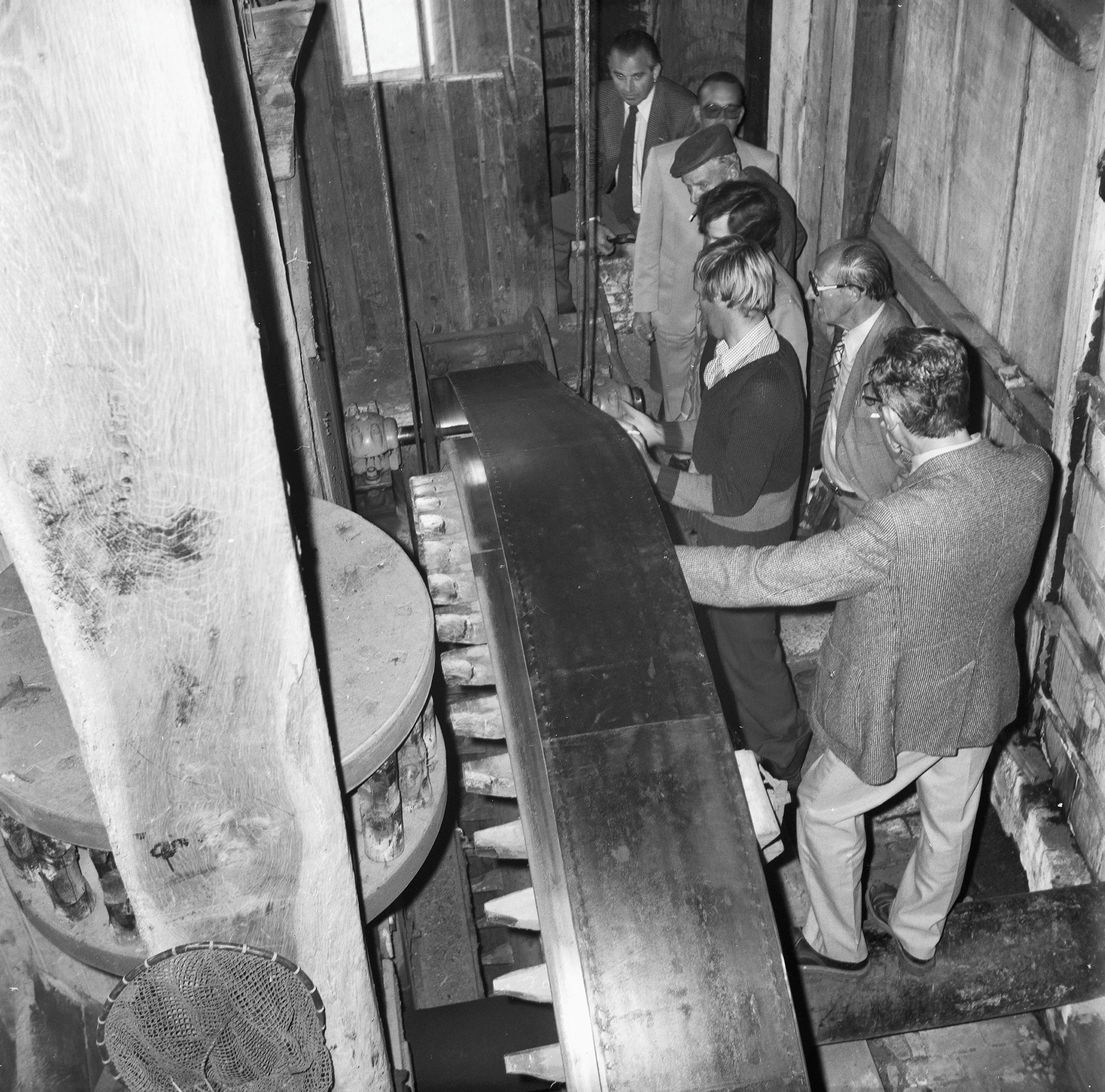
Polderbestuur bij het onderwiel.
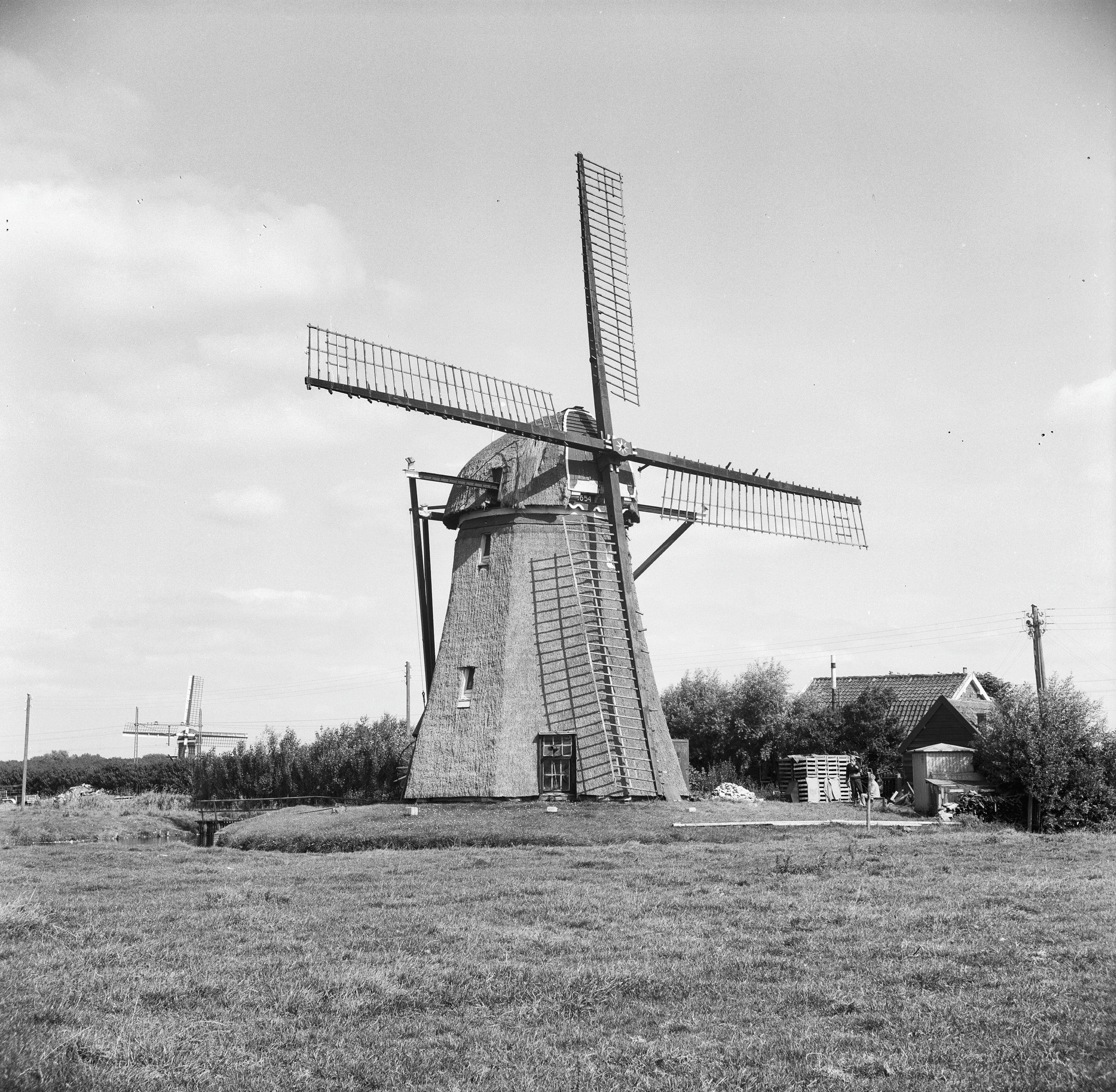
De molen.
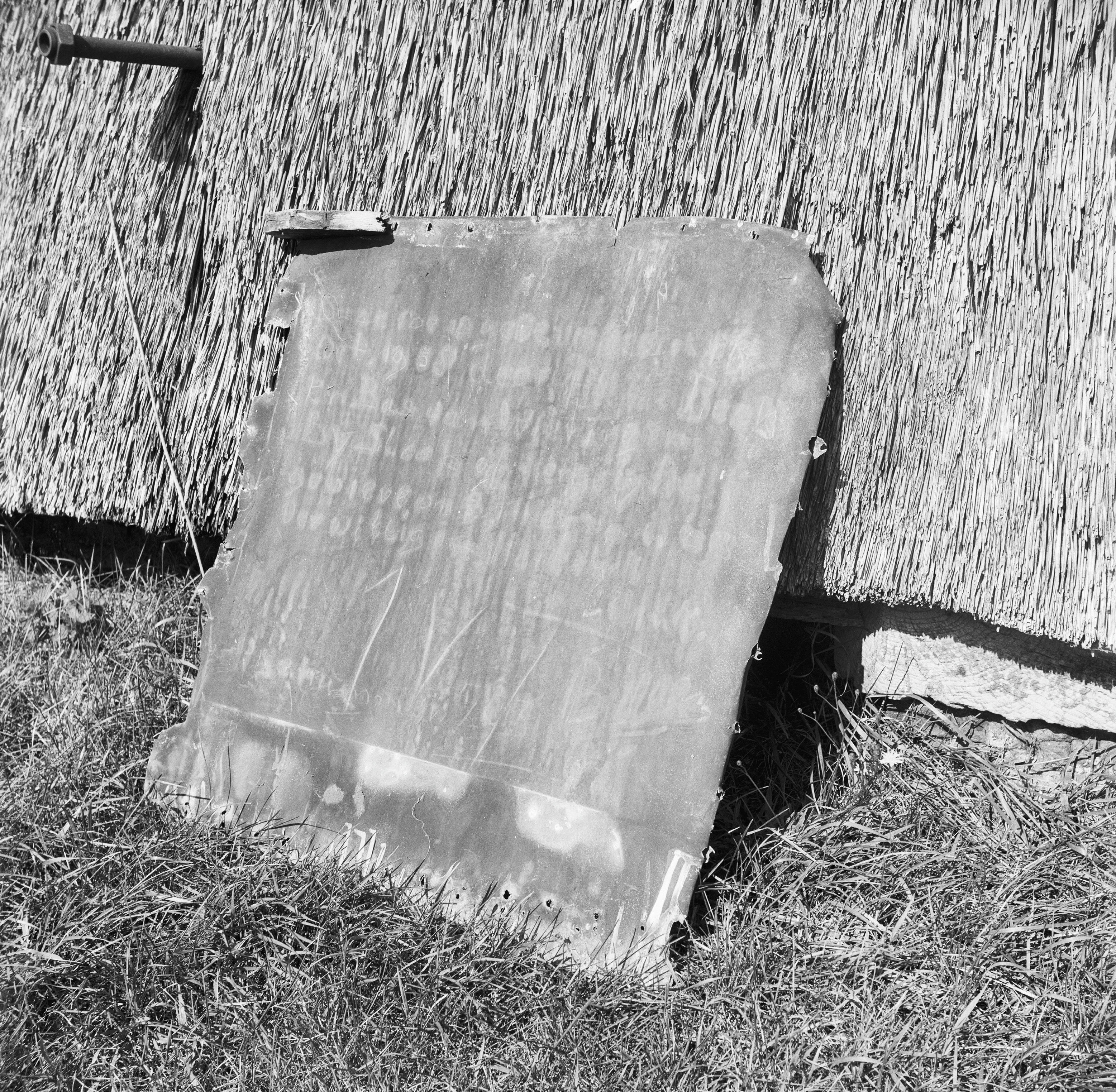
Van de molen afgevallen tekstplaat.